# Chade nos Jogos Olímpicos de Verão de 2008
O Chade participou dos Jogos Olímpicos de Verão de 2008, em Pequim, na China, com dois atletas. O país estreou nos Jogos em 1964 e esta foi sua 10ª apresentação.

## Desempenho

### Atletismo
Masculino
| Atleta         | Evento     | Preliminares | Preliminares | Quartas     | Quartas     | Semifinal   | Semifinal   | Final       | Final       |
| Atleta         | Evento     | Marca        | Posição      | Marca       | Posição     | Marca       | Posição     | Marca       | Posição     |
| -------------- | ---------- | ------------ | ------------ | ----------- | ----------- | ----------- | ----------- | ----------- | ----------- |
| Moumi Sebergue | 100 metros | 11s41        | 70º          | Não avançou | Não avançou | Não avançou | Não avançou | Não avançou | Não avançou |

Feminino
| Atleta                       | Evento     | Preliminares | Preliminares | Quartas     | Quartas     | Semifinal   | Semifinal   | Final       | Final       |
| Atleta                       | Evento     | Marca        | Posição      | Marca       | Posição     | Marca       | Posição     | Marca       | Posição     |
| ---------------------------- | ---------- | ------------ | ------------ | ----------- | ----------- | ----------- | ----------- | ----------- | ----------- |
| Hinikissia Albertine Ndikert | 100 metros | 12s55        | 64º          | Não avançou | Não avançou | Não avançou | Não avançou | Não avançou | Não avançou |